# Софроний (Миклеску)
Митрополи́т Софрони́й (рум. Mitropolitul Sofronie, в миру Санду Миклеску, рум. Sandu Miclescu; 18 декабря 1790 — 21 мая 1861) — епископ Молдавской митрополии, митрополит Молдавский и Сучавский.

## Биография
Родился 18 декабря 1790 года в семье молдавских бояр. Сын Константина Миклеску и его жены Зои, урожденной Вырнав. Его брат логофет Скарлат Миклеску, был отцом митрополита Каллиника (Миклеску).
Принял монашество в Монастыре Секу (1818), затем перешел в Монастырь Нямц; он был рукоположен во иеродиакона (1821), а затем иеромонаха (1824).
26 мая 1826 года за выдающиеся заслуги он избран епископом Хушским и рукоположен 3 июня того же года.
10 февраля 1851 года был избран митрополитом Молдовским.
В первый год своего избрания митрополитом было принято постановление «закон об организации церковного учения в Молдове», согласно которому были организованы три типа богословских школ: церковные школы для проведения, первая секция семинарии и вторая секция семинарии. Во всё это он внёс большой вклад.
В 1857 году митрополит Софроний вместе со всем духовенством выступает против Николая Вогориде, его действия привели к отмене выборов каймакама.
В последний год его архипасторства состоялся великий акт объединения княжеств (24 января 1859), к которому он сначала проявил опасения, не решаясь председательствовать на выборном собрании 5/17 января 1859 года, что принесло ему много оскорблений со стороны правительства. В конце концов он внес свой вклад, несмотря на всю свою силу, будучи избранным президентом специального дивана Молдовы.
7 ноября 1860 года был отстранён от должности и уволен на покой, потому что выступал против реформ Александра Иоанна Кузы, направленных на вмешательство светских властей в церковные дела. Изгнанный в Монастырь Слатина, как и Вениамин (Костаки), после 19 января 1861 года ему была предоставлена пенсия, и он был призван жить в Яссах.
Скончался 21 мая 1861 года в Монастыре Слатина, и его останки были принесены и помещены в могилу, вырытую на небольшом крыльце в воеводской церкви Монастыря Нямц. Позже, в 1886 году, его надгробие было заменено, потому что в его могиле также был похоронен его племянник, митрополит Каллиник (Миклеску).